# Dante Luis Fiorillo Porras
Dante Luis Fiorillo Porras (Mompós, 25 de agosto de 1924-Bogotá, 6 de noviembre de 1985) fue un abogado y jurista colombiano de ascendencia italiana. Al momento de su muerte era Magistrado de la Sala Penal de la Corte Suprema de Justicia. Falleció de un infarto en una clínica de Bogotá al conocer la noticia de la Toma del Palacio de Justicia (donde tenía su oficina) perpetrada por la guerrilla Movimiento 19 de abril (M-19).
Fue Juez 7 Penal de Barranquilla, Juez 2 Superior y Conjuez. Fue Magistrado de la Sala Penal del Tribunal Superior del departamento del Atlántico. Fue confirmado como Magistrado de la Corte Suprema de Justicia en 1980. 